# Cleora oligodranes
Cleora oligodranes är en fjärilsart som beskrevs av Louis Beethoven Prout 1922. Cleora oligodranes ingår i släktet Cleora och familjen mätare. Inga underarter finns listade i Catalogue of Life.